# Endasys anglianus
Endasys anglianus là một loài tò vò trong họ Ichneumonidae.